# Hialeah Gardens
Hialeah Gardens ist eine Stadt im Miami-Dade County im US-Bundesstaat Florida. Das U.S. Census Bureau hat bei der Volkszählung 2020 eine Einwohnerzahl von 23.068 ermittelt. 

## Geographie
Hialeah Gardens befindet sich etwa zehn Kilometer nordwestlich von Miami und grenzt an die Kommunen Hialeah und Medley.

## Demographische Daten
Laut der Volkszählung 2010 verteilten sich die damaligen 21.744 Einwohner auf 6.629 Haushalte. Die Bevölkerungsdichte lag bei 3345,2 Einw./km². 92,9 % der Bevölkerung bezeichneten sich als Weiße, 2,2 % als Afroamerikaner, 0,1 % als Indianer und 1,7 % als Asian Americans. 2,7 % gaben die Angehörigkeit zu einer anderen Ethnie und 1,4 % zu mehreren Ethnien an. 94,9 % der Bevölkerung bestand aus Hispanics oder Latinos.
Im Jahr 2010 lebten in 46,3 % aller Haushalte Kinder unter 18 Jahren sowie 32,0 % aller Haushalte Personen mit mindestens 65 Jahren. 85,0 % der Haushalte waren Familienhaushalte (bestehend aus verheirateten Paaren mit oder ohne Nachkommen bzw. einem Elternteil mit Nachkomme). Die durchschnittliche Größe eines Haushalts lag bei 3,37 Personen und die durchschnittliche Familiengröße bei 3,54 Personen.
29,3 % der Bevölkerung waren jünger als 20 Jahre, 26,1 % waren 20 bis 39 Jahre alt, 29,9 % waren 40 bis 59 Jahre alt und 18,8 % waren mindestens 60 Jahre alt. Das mittlere Alter betrug 39 Jahre. 47,9 % der Bevölkerung waren männlich und 52,1 % weiblich.
Das durchschnittliche Jahreseinkommen lag bei 42.672 $, dabei lebten 16,3 % der Bevölkerung unter der Armutsgrenze.
Im Jahr 2000 war Englisch die Muttersprache von 4,31 % der Bevölkerung und Spanisch sprachen 95,68 %.

## Verkehr
Hialeah Gardens grenzt an den U.S. Highway 27 sowie an die Florida State Roads 25, 821 (Homestead Extension of Florida’s Turnpike, mautpflichtig) und 826 (Palmetto Expressway). Der Flughafen Miami befindet sich 8 km südöstlich der Stadt.

## Kriminalität
Die Kriminalitätsrate lag im Jahr 2010 mit 311 Punkten (US-Durchschnitt: 266 Punkte) im durchschnittlichen Bereich. Es gab drei Vergewaltigungen, 17 Raubüberfälle, 32 Körperverletzungen, 119 Einbrüche, 792 Diebstähle, 78 Autodiebstähle und vier Brandstiftungen.

## Persönlichkeiten
- Zack Moss (* 1997), American-Football-Spieler